# Batalha de Jericó
A Batalha de Jericó, representa uma das mais gloriosas vitórias dos israelitas quando conquistaram a terra de Canaã. A cidade de Jericó, localizada na margem oeste do rio Jordão, era uma cidade fortificada com altos e largos muros.
Na Bíblia, no Antigo Testamento, no livro de Josué 5:13-6:27, é relatado que após os israelitas atravessarem o rio Jordão, cercaram a cidade por 7 dias, e as muralhas desmoronaram com o poder divino e então a cidade foi invadida e totalmente destruída, sob a liderança de Josué. Segundo o livro judaico que narra a história da campanha, a população de Jericó foi completamente chacinada (homens, mulheres, crianças e animais). Apenas a família de Raabe foi poupada. Seguindo ordens de Deus, Josué amaldiçoou qualquer homem que tentasse reconstruir a cidade e depois partiu para novas conquistas.
Pesquisas arqueológicas recentes tentam localizar a cidade e as evidências da existência dos muros; entretanto, não se encontrou nenhum vestígio de muros, e cerâmicas são muito escassas, tornando difícil determinar, com precisão, sua queda. Por certo, apenas que a batalha foi possivelmente em 1315 a.C. ou 1210 a.C.
Há evidências arqueológicas de que Josué não lutou na Batalha de Jericó e de que não houve muros sendo derrubados. Em 2000, uma equipe de escavação italiana, sob a supervisão de Lorenzo Nigro, datou duas amostras que foram tomadas de um edifício de Jericó onde havia restos da destruição final da Idade do Bronze. As datas indicadas para as duas amostras foram 1.347 BC + / -85 e 1597 aC + / -91 , dando um quadro total entre 1688 e 1262 aC. Ainda assim, o consenso entre os estudiosos é de que a história desta batalha como narrada na Bíblia é mítica.